# 1415
1415 (MCDXV) je bilo navadno leto, ki se je po julijanskem koledarju začelo na torek.

## Dogodki
- 1. januar

## Rojstva
Neznan datum
- Piotr Dunin, poljski dvorni maršal in vojvoda († 1484)

## Smrti
- 23. marec - Giorgio Adorno, 17. genovski dož (* 1350)
- 15. april - Manuel Hrizoloras, bizantinski humanist, filozof, filolog, prevajalec (* 1355)
- 6. julij - Jan Hus, češki teolog in reformator (* 1369)
- 19. julij - Filipa Lancaster, angleška princesa, portugalska kraljica (* 1360)

Neznan datum
- Azzo X. d'Este, italijanski vojskovodja, vladar Modene (* 1344)
- Clemente Promontorio, 13. genovski dož (* 1340)
- Gadifer de la Salle, francoski vitez, kastiljski najemnik, raziskovalec (* 1340)
- Johannes Sharpe, angleški filozof in logik (* 1360)
- Mojster Bertram, nemški poznogotski slikar (* 1340)
- Owain Glyndŵr, valižanski upornik, dedič Powys Fadoga (* 1354)